# Luci Celi
Luci Celi (llatí: Lucius Cælius) va ser un militar romà del segle ii aC. Formava part de la gens Cèlia, una gens romana d'origen plebeu.
Va ser legat a Il·líria en la guerra contra Perseu de Macedònia l'any 169 aC i va ser derrotat quan intentava conquerir Uscana al districte dels Penestes, on hi havia una guarnició macedònica.